# Emmenosperma pancherianum
Emmenosperma pancherianum là một loài thực vật có hoa trong họ Táo. Loài này được Baill. mô tả khoa học đầu tiên năm 1874.